# Chat et Souris
 (avril 2012).
Si vous disposez d'ouvrages ou d'articles de référence ou si vous connaissez des sites web de qualité traitant du thème abordé ici, merci de compléter l'article en donnant les références utiles à sa vérifiabilité et en les liant à la section « Notes et références ».
Chat et Souris est une pièce de théâtre écrite par l'auteur britannique Ray Cooney en 2001 ((en) Caught in the net), adaptée en français par Stewart Vaughan (en) et Jean-Christophe Barc (ca).

## Synopsis
Cette comédie de boulevard raconte l'histoire d'un chauffeur de taxi marié à deux femmes, et dont les enfants respectifs se sont rencontrés par Internet et désirent se rencontrer en chair et en os. La pièce est la suite de Stationnement alterné (titre anglais « Run For Your Wife »).

## Pièce originelle
- 2001 : Caught in the net, Vaudeville Theatre (en), Londres

## Adaptation française
- 2007 : Chat et Souris a été créée au théâtre de la Michodière le 20 septembre 2007 et jouée 396 fois. L'équipe originale est partie en tournée, et une nouvelle équipe a repris les rôles pour jouer 146 fois en 2009, pour faire un total de 542 représentations sur la scène du théâtre de la Michodière.

### Équipe Créative
- Metteur en scène - Jean-Luc Moreau
- Décor            - Charlie Mangel
- Costumes         - Camille Duflos
- Lumières         - Fabrice Kébour
- Musique          - Sylvain Meyniac

### Casting
1re équipe
- Francis Perrin : Gilbert Jardinier
- Jean-Luc Moreau : Jean Martin
- Bunny Godillot : Mathilde Martin
- Cécile Magnet : Charlotte Martin
- Murielle Huet des Aunay : Alix Martin
- Benjamin Wangermee puis Benjamin Bollen : Guillaume Martin
- Marc Bertollini : le père de Gilbert Jardinier

2e équipe
- Roland Marchisio : Gilbert Jardinier
- Éric Métayer : Jean Martin
- Maria Blanco : Mathilde Martin
- Éliza Maillot : Charlotte Martin
- Adeline Zarudiansky : Alix Martin
- Benjamin Wangermee : Guillaume Martin
- Thierry Liagre : le père de Gilbert Jardinier

### Distinction
2008 : Raimu pour l'adaptation pour Stewart Vaughan et Jean-Christophe Barc
2009 : nomination à la Nuit des Molières pour le Molière de la pièce comique